# 房総往還
房総往還（ぼうそうおうかん）は千葉県船橋市宮本から館山市宮城まで通じる街道である。別称で房州道（または房州街道、房州往還）、上総道、房総西街道（西房総街道）などがある。

## 概要
千葉県の内房の大部分を通っており、現在は多くの国道や主要地方道が踏襲し、船橋市や千葉市、市原市、館山市など多くの市町村を経由する。正確な成立年は不明だが江戸時代初期には確立しており、外房の伊南房州通往還、銚子街道、成田街道（水戸佐倉道）と共に房総半島の生活路・輸送路として中心的役割を果たした。現在の千葉県の南北を結ぶ大規模な街道のため、古くは「房州道」（または「房州街道」、「房州往還」）、上総国の中心があった富津市や木更津市周辺を指して「上総道」や「木更津道」、中世では鎌倉に至る道として「鎌倉道」と記されることもあった。なお、江戸幕府の確立以降は江戸の開発により「舟（船）橋」から江戸（東京）側は「行徳道」や「江戸道」と接続しており、小松川を経由して浅草や日本橋に通じていた。現在は、東京都江戸川区「東小松川」交差点から千葉県千葉市中央区「広小路」交差点までは千葉県道路愛称名により千葉街道として構成されており、「行徳道」と「房総往還」（江戸川区「八蔵橋」から船橋市宮本を経由して千葉市登戸付近まで）を統一して呼称している。なお、それより以南では正式の愛称名を付けられていない。旧市街地を通過するため線形は悪く、車道は狭く歩道が存在しない箇所がほとんどである。特に木更津以降の山岳地域では道が狭く、交通が不便であったため輸送する際の多くは船で輸送した。船橋や千葉などの古くから栄える街では藩を中心に維持・管理していたが、湊や勝山など山岳地域では地元の住民により舗装の維持をされていたため総括的に管理されていない。明治期以降は、隧道（トンネル）を設置され馬車などが通行したが、現在ではその多くを廃止して明治期の線形に沿うように国道127号が建設された。
なお、元禄地震や関東地震（関東大震災）などの東京湾地下の相模トラフ巨大地震、慶長地震などの房総沖地震、千葉県東方沖地震など千葉県周辺の地震による隆起・沈没、土砂崩れや樹木の倒壊による道の崩壊、海岸線間際の崖や砂場に現地の住民が道を敷設したため、道順の変化が多々起きており正確な痕跡が残されていない。しかし、明治期以降は軍事面の役割を高めるために國道として正式に整備され始め、各地で内房線と共にその役割は増進した。その際に、木更津市桜井や君津市南子安、富津市亀沢を経由する街道を「房総西街道（西房総街道）」として指定された。なお、太平洋戦争後はモーターリゼーションなどにより自動車が普及したため、特に高度経済成長期に海岸線間際に敷設されていた街道が整備された。それにより、船橋・習志野・千葉・市原の海岸が埋め立てられたことで、現在の4車線のバイパス道路（国道357号東京湾岸道路と国道16号東京環状道路）が建設されることになった。各地で「現在の国道」と「千葉街道」と旧千葉街道として残る「房総往還」が入り乱れている箇所が多々存在する。また、千葉中央区では千葉県全体に接続する多くの街道と接続している。
当項目では、近世以降（江戸幕府成立後）の房総往還に関して記述する。

### 路線データ

#### 房総往還
- 起点 : 千葉県船橋市宮本5丁目「大神宮下」交差点
- 終点 : 千葉県館山市宮城「宮城」交差点
- 総延長 : 116.4 km
  - 現道 : 104.1 km
  - 旧道[注釈 2] : 12.3 km
  - 消失延長 - ?? km

#### 新道（房総西街道）
- 起点・終点 : 房総往還と同一
- 分岐地点 : 千葉県木更津市桜井
- 合流地点 : 千葉県富津市亀沢
- 延長 : 13.2 km
- 総延長[注釈 3] : 117.3 km
- 経由地 : 木更津市桜井 - 下烏田 - 畑沢 - 君津市南子安 - 外箕輪 - 郡 - 小山野 - 富津市上 - 亀沢

## 路線状況
起点の船橋市宮本5丁目「船橋大神宮下」交差点では東船橋駅方面に成田街道・東金御成街道と分岐している。その後、千葉街道として国道14号を習志野方面に市街地を過ぎると、京葉道路幕張ICに至る。その後、県道57号方面に分岐し、幕張町付近で逸れる。なお、京成幕張駅付近のアンダーパスにより一部が途切れる。花見川区検見川町付近では古代の街道と中世以降の街道とで入り混じり、稲毛区はなえの公園付近では一部が途切れる（街道の痕跡として国道の脇の道路が少し膨らむ形を描いている）。稲毛浅間神社手前に出ると、ここから穴川方面へ至る。県道134号と県道133号を進み、「園生十字路」で県道72号旧道を進み、「稲毛区役所前」に出る。その後直進すると、「天台駅」に出て国道126号を進む。その後、東千葉駅付近で分岐をするが、街道跡は駅と化しているため通行は不可である。「院内小学校入口」で再び国道126号と合流してしばらくすると、「広小路交差点」に出る。なお、「広小路交差点」では佐倉街道、「大和橋」交差点では銚子道（旧東金街道）、「県庁前駅」交差点では大網街道（県道20号、末広街道）と接続している。「港町」交差点以降は国道357号（東京湾岸道路）と並行して市街地を通過し、しばらくすると旧生浜町中心街の県道66号の「浜野」付近に出る。ここで伊南房州通往還と分岐する。直後の村田川で下総国から上総国に入る。それより以降は国道16号と並行しており、内房線と共に市街地を通過、県道24号、県道287号、県道87号、県道270号を進む。「県道長須賀」付近で木更津駅方面に曲がり木更津以南では再び国道16号と並行するが、「畑沢」付近で曲がるとそこから消失区間が続く（市境付近が跡地である）。君津駅を過ぎると、県道157号と重なるが、農道と分岐し富津聖苑付近から消失区間が始まる。「亀沢」付近で国道127号が踏襲するが、佐貫町駅で県道256号が踏襲する。富津市上総湊駅付近から南房総市富浦町多田良まで国道127号がほぼ踏襲しており、そこから終点までは県道302号と国道410号が市街地を通過する。

## 地理

### 通過する自治体
- 千葉県船橋市 - 習志野市 - 千葉市美浜区 - 花見川区 - 稲毛区 - 中央区 - 市原市 - 袖ケ浦市 - 木更津市 - 君津市 - 富津市 - 安房郡鋸南町 - 南房総市 - 館山市

### 交差する交通網・構造物
| 交差する交通網、河川                                              | 交差地点、道路施設                | 交差地点、道路施設                | 交差地点、道路施設 | 交差地点、道路施設 |
| ----------------------------------------------------------------- | --------------------------------- | --------------------------------- | ------------------ | ------------------ |
| 成田街道（水戸佐倉道） 東金御成街道                               | 船橋市                            | 大神宮下                          |                    |                    |
| 国道14号（千葉街道） 国道296号                                    | 船橋市                            | 船橋競馬場駅付近                  |                    |                    |
| 国道296号 県道8号船橋我孫子線（船取県道）                         | 船橋市                            | 栄橋                              |                    |                    |
| 県道204号津田沼停車場線                                           | 習志野市                          | 京成津田沼駅入口                  |                    |                    |
| E14 京葉道路                                                      | 習志野市、 千葉市美浜区、花見川区 | 幕張インター                      |                    |                    |
| 県道57号千葉鎌ケ谷松戸線                                          | 美浜区                            | 幕張西3丁目付近                   |                    |                    |
| 浜田川                                                            | 美浜区                            | 下八坂橋                          |                    |                    |
| 県道262号幕張八千代線                                             | 花見川区                          | 幕張町4丁目付近                   |                    |                    |
| 県道205号幕張停車場線                                             | 花見川区                          | 幕張駅入口                        |                    |                    |
| 花見川                                                            | 花見川区                          | 新花見川橋（旧道） 幕張橋（新道） |                    |                    |
| 国道14号 国道357号（東京湾岸道路）                                | 花見川区、稲毛区                  | 千葉西警察入口                    |                    |                    |
| 草野水路（旧花園川）                                              | 稲毛区                            | 花崎橋                            |                    |                    |
| 県道134号稲毛停車場稲毛海岸線                                     | 稲毛区                            | 稲毛浅間神社付近                  |                    |                    |
| 京成千葉線                                                        | 稲毛区                            | 京成稲毛駅付近                    |                    |                    |
| 県道133号稲毛停車場穴川線                                         | 稲毛区                            | 稲毛東3丁目付近                   |                    |                    |
| 総武本線                                                          | 稲毛区                            | 稲毛駅付近                        |                    |                    |
| 県道72号穴川天戸線                                                | 稲毛区                            | 園生十字路                        |                    |                    |
| 旧国道126号                                                       | 稲毛区                            | 稲毛区役所前                      |                    |                    |
| 国道126号（旧国道16号）                                           | 稲毛区                            | 天台駅                            |                    |                    |
| 総武本線東千葉駅の開発により消失                                  |                                   |                                   |                    |                    |
| 国道126号 県道40号東千葉停車場線（旧千葉停車場線）                | 中央区                            | 院内                              |                    |                    |
| 国道14号（千葉街道） 国道51号（佐倉街道）                         | 中央区                            | 広小路交差点                      |                    |                    |
| 国道126号（東金街道）                                             | 中央区                            | 本町2丁目交差点                   |                    |                    |
| 都川                                                              | 中央区                            | 大和橋                            |                    |                    |
| 銚子道・銚子街道                                                  | 中央区                            | 大和橋                            |                    |                    |
| 県道20号千葉大網線（大網街道） 末広街道                           | 中央区                            | 県庁前駅                          |                    |                    |
| 内房線、外房線                                                    | 中央区                            | 長洲高架橋                        |                    |                    |
| 県道20号千葉大網線                                                | 中央区                            | 港町                              |                    |                    |
| 京葉線                                                            | 中央区                            | 京葉線第四寒川架道橋              |                    |                    |
| 県道218号蘇我停車場線                                             | 中央区                            | 今井2丁目付近                     |                    |                    |
| 生実川                                                            | 中央区                            | 平成橋                            |                    |                    |
| 県道66号浜野四街道長沼線                                          | 中央区                            | 塩浜橋                            |                    |                    |
| 浜野川                                                            | 中央区                            | 塩浜橋                            |                    |                    |
| 県道219号浜野停車場線（伊南房州通往還）                           | 中央区                            | 浜野                              |                    |                    |
| 県道24号千葉鴨川線（久留里街道）                                  | 中央区                            | 浜野北町                          |                    |                    |
| 県道14号千葉茂原線（茂原街道）                                    | 中央区                            | 浜野町1025                        |                    |                    |
| 国道16号（東京環状道路）                                          | 中央区                            | 浜野駅西側                        |                    |                    |
| 旧村田川                                                          | 中央区                            | 村田橋                            |                    |                    |
| 村田川                                                            | 市原市                            | 新村田橋                          |                    |                    |
| 雁田川                                                            | 市原市                            | 池田橋                            |                    |                    |
| 県道126号八幡菊間線                                               | 市原市                            | 八幡付近                          |                    |                    |
| 県道220号八幡宿停車場線                                           | 市原市                            | 八幡宿駅付近                      |                    |                    |
| 若宮下水路（新田川）                                              | 市原市                            | 八幡橋                            |                    |                    |
| 国道297号（大多喜街道）                                           | 市原市                            | 八幡                              |                    |                    |
| 若宮下水路（北川）                                                | 市原市                            | 北川橋                            |                    |                    |
| 金杉川                                                            | 市原市                            | 金杉橋                            |                    |                    |
| 白旗川                                                            | 市原市                            | 白旗橋                            |                    |                    |
| 西広下水路（上総更科川）                                          | 市原市                            | 波渕橋                            |                    |                    |
| 県道221号五井停車場線                                             | 市原市                            | 五井駅入口                        |                    |                    |
| 県道24号千葉鴨川線                                                | 市原市                            | 五井付近                          |                    |                    |
| 国道297号                                                         | 市原市                            | 養老橋東川                        |                    |                    |
| 養老川                                                            | 市原市                            | （新）養老橋                      |                    |                    |
| 国道297号                                                         | 市原市                            | 養老橋西側                        |                    |                    |
| 県道139号茂原五井線                                               | 市原市                            | 島野                              |                    |                    |
| 前川（上前川、島穴川）                                            | 市原市                            | 前川橋（島穴橋）                  |                    |                    |
| 内房線                                                            | 市原市                            | 白塚跨線橋付近                    |                    |                    |
| 今津川                                                            | 市原市                            | 新栄橋                            |                    |                    |
| 県道13号市原茂原線                                                | 市原市                            | 姉崎                              |                    |                    |
| 県道287号袖ケ浦姉ケ崎停車場線                                     | 市原市                            | 姉ヶ崎駅入口                      |                    |                    |
| 椎津川（姉ヶ崎川）                                                | 市原市                            | 姉崎橋                            |                    |                    |
| 笠上川                                                            | 袖ケ浦市                          | 笠上橋                            |                    |                    |
| 浜宿川                                                            | 袖ケ浦市                          | 浜宿橋                            |                    |                    |
| 久保田川                                                          | 袖ケ浦市                          | 久保田橋                          |                    |                    |
| 県道145号長浦上総線                                               | 袖ケ浦市                          | 蔵波 長浦駅付近                   |                    |                    |
| 蔵波川                                                            | 袖ケ浦市                          | 蔵波橋                            |                    |                    |
| 国道16号（東京湾岸道路） 県道87号袖ケ浦中島木更津線               | 袖ケ浦市                          | 蔵波付近                          |                    |                    |
| 県道224号袖ケ浦停車場線                                           | 袖ケ浦市                          | 袖ケ浦駅入口                      |                    |                    |
| 県道143号南総昭和線 県道87号袖ケ浦中島木更津線                    | 袖ケ浦市                          | 袖ケ浦市役所入口                  |                    |                    |
| 浮戸川                                                            | 袖ケ浦市                          | 浮戸橋                            |                    |                    |
| 県道270号木更津袖ケ浦線                                           | 袖ケ浦市                          | 坂戸市場                          |                    |                    |
| 小櫃川                                                            | 袖ケ浦市                          | 小櫃橋                            |                    |                    |
| C4 圏央道 国道409号                                               | 木更津市                          | 高柳                              |                    |                    |
| 県道235号巌根停車場線                                             | 木更津市                          | 巌根駅入口                        |                    |                    |
| 久留里線                                                          | 木更津市                          | 房総国道踏切                      |                    |                    |
| 県道90号木更津富津線                                              | 木更津市                          | 県道長須賀                        |                    |                    |
| 県道90号木更津富津線（房総横断道路起点）                          | 木更津市                          | 長須賀交番付近                    |                    |                    |
| 内房線、久留里線                                                  | 木更津市                          | 第二館山街道踏切                  |                    |                    |
| 矢那川                                                            | 木更津市                          | 證誠寺橋                          |                    |                    |
| 国道16号（東京湾岸道路）                                          | 木更津市                          | 木更津市桜井                      |                    |                    |
| 島田川                                                            | 木更津市                          | 諏訪大橋                          |                    |                    |
| 房総西街道（新道）                                                | 木更津市                          | 桜井付近                          |                    |                    |
| 県道90号木更津富津線                                              | 木更津市                          | 小浜 - 畑沢浅間神社               |                    |                    |
| 畑沢南1丁目から市道、里道、消失                                   |                                   |                                   |                    |                    |
| 県道159号君津大貫線                                               | 君津市                            | 東坂田付近                        |                    |                    |
| 内房線君津駅の開発により消失                                      |                                   |                                   |                    |                    |
| 県道225号君津停車場線                                             | 君津市                            | 中野2丁目付近                     |                    |                    |
| 県道158号君津青堀線 県道159号君津大貫線                           | 君津市                            | 中野2丁目付近                     |                    |                    |
| 小糸川                                                            | 君津市                            | 釜神橋                            |                    |                    |
| 梅田川                                                            | 君津市                            | 新地橋                            |                    |                    |
| 君津市下湯江付近から富津市相野谷まで市道、里道、消失              |                                   |                                   |                    |                    |
| 富津市障子谷付近から絹まで市道、里道、消失                        |                                   |                                   |                    |                    |
| 県道298号絹郡線                                                   | 富津市                            | 絹付近                            |                    |                    |
| 岩瀬川                                                            | 富津市                            | 近藤橋                            |                    |                    |
| 小久保川                                                          | 富津市                            | （橋梁名称不明）                  |                    |                    |
| 国道127号（内房なぎさライン、房総西街道）                         | 富津市                            | 亀沢付近                          |                    |                    |
| 北上川                                                            | 富津市                            | 新惣田橋                          |                    |                    |
| 県道163号小櫃佐貫停車場線                                         | 富津市                            | 佐貫付近                          |                    |                    |
| 国道127号（内房なぎさライン） 国道465号                           | 富津市                            | 佐貫                              |                    |                    |
| 県道256号新舞子海岸線                                             | 富津市                            | 佐貫町駅付近                      |                    |                    |
| 内房線                                                            | 富津市                            | 八幡街道踏切                      |                    |                    |
| 染川                                                              | 富津市                            | 川向橋                            |                    |                    |
| 笹毛川                                                            | 富津市                            | （橋梁名称不明）                  |                    |                    |
| 富津市内房線笹毛踏切付近から湊 金刀比羅神社まで市道、里道、消失   |                                   |                                   |                    |                    |
| 世入川                                                            | 富津市                            | （橋梁名称不明）                  |                    |                    |
| 国道127号（内房なぎさライン）                                     | 富津市                            | 湊 長浜付近                       |                    |                    |
| 県道236号上総湊停車場線                                           | 富津市                            | 富津市湊 上総湊駅付近             |                    |                    |
| 県道93号久留里鹿野山湊線                                          | 富津市                            | 湊                                |                    |                    |
| 湊川                                                              | 富津市                            | 湊（港）橋                        |                    |                    |
| 内房線                                                            | 富津市                            | 浜架道橋                          |                    |                    |
| 県道91号竹岡インター線                                            | 富津市                            | 竹岡IC入口                        |                    |                    |
| 白狐川                                                            | 富津市                            | 千歳橋                            |                    |                    |
| 竹岡川                                                            | 富津市                            | 竹岡駅入口付近 竹岡橋             |                    |                    |
| 富貴川                                                            | 富津市                            | 富貴橋                            |                    |                    |
| 芝崎川                                                            | 富津市                            | 芝崎橋                            |                    |                    |
| 県道237号浜金谷停車場線                                           | 富津市                            | 富津金谷IC入口                    |                    |                    |
| 県道237号浜金谷停車場線                                           | 富津市                            | 浜金谷駅付近                      |                    |                    |
| 金谷川                                                            | 富津市                            | 金谷南橋                          |                    |                    |
| 鋸山登山自動車道                                                  | 安房郡鋸南町                      | 元名付近                          |                    |                    |
| 小磯川                                                            | 安房郡鋸南町                      | 鋸山橋                            |                    |                    |
| 元名川                                                            | 安房郡鋸南町                      | 元名橋                            |                    |                    |
| 県道34号鴨川保田線 県道238号保田停車場線                          | 安房郡鋸南町                      | 保田                              |                    |                    |
| 保田川                                                            | 安房郡鋸南町                      | 保田橋                            |                    |                    |
| 七面川                                                            | 安房郡鋸南町                      | 七面橋                            |                    |                    |
| 吉浜川                                                            | 安房郡鋸南町                      | 吉浜橋                            |                    |                    |
| 大六川                                                            | 安房郡鋸南町                      | 大六川橋                          |                    |                    |
| 佐久間川                                                          | 安房郡鋸南町                      | 勝山橋                            |                    |                    |
| 県道248号勝山港線                                                 | 安房郡鋸南町                      | 勝山                              |                    |                    |
| 県道184号外野勝山線                                               | 安房郡鋸南町                      | 下佐久間                          |                    |                    |
| 内房線                                                            | 安房郡鋸南町                      | 第一房総街道踏切                  |                    |                    |
| 鋸南町下佐久間白銀付近から南房総市検儀谷付近まで市道、里道、消失  |                                   |                                   |                    |                    |
| 県道89号鴨川富山線                                                | 南房総市                          | 検儀谷付近                        |                    |                    |
| 内房線                                                            | 南房総市                          | 飯野坂橋                          |                    |                    |
| 国道127号（内房なぎさライン）                                     | 南房総市                          | 二部                              |                    |                    |
| 岩井川                                                            | 南房総市                          | 岩井橋                            |                    |                    |
| 県道239号岩井停車場線                                             | 南房総市                          | 岩井駅入口                        |                    |                    |
| 県道258号富山丸山線                                               | 南房総市                          | 市部                              |                    |                    |
| 大川                                                              | 南房総市                          | 大橋                              |                    |                    |
| 北川                                                              | 南房総市                          | 北橋                              |                    |                    |
| 新田川                                                            | 南房総市                          | 新田橋                            |                    |                    |
| 潮入川                                                            | 南房総市                          | 潮入橋                            |                    |                    |
| 豊年川                                                            | 南房総市                          | 豊年橋                            |                    |                    |
| 県道240号富浦停車場線                                             | 南房総市                          | 富浦駅                            |                    |                    |
| 岡本川                                                            | 南房総市                          | 岡本橋                            |                    |                    |
| 館山バイパス（国道127号） 県道302号館山富浦線（内房なぎさライン） | 南房総市                          | 多田良                            |                    |                    |
| 県道249号船形港線                                                 | 館山市                            | 船形漁港                          |                    |                    |
| 宇田川                                                            | 館山市                            | （橋梁名称不明）                  |                    |                    |
| 県道185号犬掛館山線                                               | 館山市                            | 那古船形駅入口                    |                    |                    |
| 内房線                                                            | 館山市                            | 房総街道架道橋                    |                    |                    |
| どんどん川                                                        | 館山市                            | 琴々橋                            |                    |                    |
| 県道296号和田丸山館山線                                           | 館山市                            | 那古観音前                        |                    |                    |
| 油川                                                              | 館山市                            | 川崎橋                            |                    |                    |
| 平久里川                                                          | 館山市                            | 湊橋                              |                    |                    |
| 県道271号館山停車場線                                             | 館山市                            | 館山駅東口                        |                    |                    |
| 国道128号（外房黒潮ライン、伊南房州通往還） 国道297号 国道410号   | 館山市                            | 北条                              |                    |                    |
| 内房線                                                            | 館山市                            | 第九館山街道踏切                  |                    |                    |
| 境川                                                              | 館山市                            | 島原橋                            |                    |                    |
| 県道86号館山白浜線                                                | 館山市                            | 潮留橋                            |                    |                    |
| 汐入川                                                            | 館山市                            | 潮留橋                            |                    |                    |
| 県道250号館山港線 千葉県道257号南安房公園線（房総フラワーライン） | 館山市                            | 下町                              |                    |                    |
| （河川名称不明）                                                  | 館山市                            | 稲荷橋                            |                    |                    |
| 見留川                                                            | 館山市                            | 見留橋                            |                    |                    |
| 県道250号館山港線                                                 | 館山市                            | 宮城                              |                    |                    |

### 房総西街道
| 房総往還                      | 木更津市 | 桜井付近                |
| 内房線                        | 木更津市 | 第一館山街道ガード      |
| 国道127号（内房なぎさライン） | 木更津市 | 下鳥田                  |
| 畑沢川                        | 木更津市 | 波岡橋                  |
| 県道92号君津鴨川線            | 君津市   | 内箕輪一丁目            |
| 県道164号荻作君津線           | 君津市   | 法木佐・外箕輪付近      |
| 国道127号（内房なぎさライン） | 君津市   | 君津市外箕輪            |
| 小糸川                        | 君津市   | 松川橋                  |
| 県道298号絹郡線               | 君津市   | 郡（こおり）            |
| 江川                          | 君津市   | 小松橋                  |
| 国道127号（内房なぎさライン） | 君津市   | 小山野付近              |
| 小山野隧道                    | 君津市   | 君津市小山野、 富津市上 |
| 国道127号（内房なぎさライン） | 富津市   | 亀沢付近                |
| 房総往還                      | 富津市   | 亀沢付近                |